# Лора Буш
Вижте пояснителната страница за други личности с името Лора.
Лора Лейн Уелч Буш (на английски: Laura Lane Welch Bush) е съпруга на 43-тия президент на САЩ Джордж Буш.

## Биография
Родена е в Мидланд, щата Тексас, САЩ. Получава педагогическо образование в Южния методистки университет в Далас. Записва се в Тексаски университет, където изучава библиотечно дело. През ноември 1977 г. сключва брак с Джордж Буш. Имат 2 дъщери – близначките Барбара и Джена.
Лора Буш активно се занимава с обществена дейност и благотворителност. През 1990 година, когато Джордж Буш е губернатор на Тексас, по нейна инициатива са организирани Тексаски книжен фестивал, програмата „Готов да четеш, готов да учиш“ за по-ранно стимулиране на децата към четенето и образователна програма, помагаща на родителите да подготвят децата за училище.
Като Първа дама на Тексас, основава фонд за помощ на книгоиздатели, издаващи книги за семейно четене. Като Първа дама на Съединените щати, тя продължава своите проекти.
След терористичните атаки на 11 септември 2001 г. Лора Буш става патрон на доброволните отряди в САЩ.